# Sacy-le-Grand

Sacy-le-Grand este o comună în departamentul Oise, Franța. În 1 ianuarie 2022 avea o populație de 1.578 de locuitori.